# Milton (circonscription provinciale)
Pour les articles homonymes, voir Milton.
Circonscription électorale provinciale du Canada
Milton est une circonscription provinciale de l'Ontario représentée à l'Assemblée législative de l'Ontario depuis 2018. 

## Géographie
Située au sud-ouest de Toronto, la circonscription consiste en une partie de la municipalité régionale de Halton, incluant la ville de Milton et une partie de la ville de Burlington.
Les circonscriptions limitrophes sont Burlington, Mississauga—Streetsville, Wellington—Halton Hills, Mississauga—Erin Mills,  Oakville-Nord—Burlington et Flamborough—Glanbrook.

## Historique
| Législature                           | Années        | Député    | Député    | Parti                     |
| ------------------------------------- | ------------- | --------- | --------- | ------------------------- |
| Milton Circonscription issue d'Halton |               |           |           |                           |
| 42e                                   | 2018–2022     |           | Parm Gill | Progressiste-conservateur |
| 43e                                   | 2022–2024     |           | Parm Gill | Progressiste-conservateur |
| 43e                                   | 2024–2025     | Zee Hamid |           | Progressiste-conservateur |
| 44e                                   | 2025–en cours | Zee Hamid |           | Progressiste-conservateur |

## Circonscription provinciale
Depuis les élections provinciales ontariennes du 4 octobre 2007, l'ensemble des circonscriptions provinciales et des circonscriptions fédérales sont identiques.